# Lijst van bekende honden
Deze lijst van bekende honden bevat voorbeelden van honden die op enigerlei wijze bekend zijn geworden.

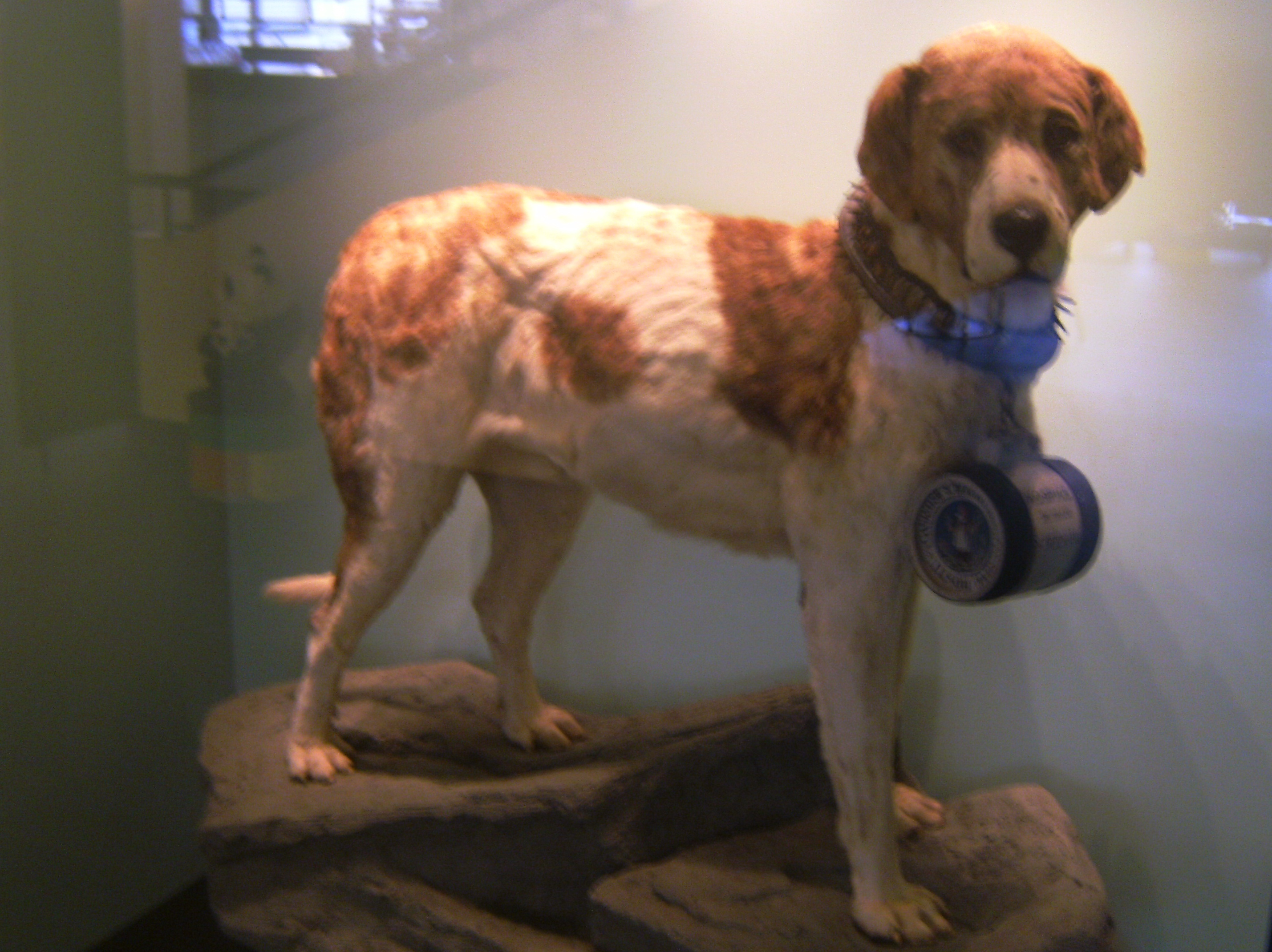
Barry

### Nuttige honden
- Albert (ook wel Ap of Appie) - een Tervuerense herder die tussen 1916 en 1923 politiehond was in Amsterdam.
- Balto - sledehond die hulpgoederen vervoerde in Alaska. Hier bestaat ook een gelijknamige animatiefilm van.
- Barry – een sint-bernard die als bergreddingshond meer dan veertig mensen redde. In Parijs staat een monument voor hem.
- Bläsz – redde tijdens de Watersnoodramp van 1953 een groot aantal koeien van een verdrinkingsdood. Kreeg een standbeeld in Scharendijke.
- Boris – hond die voorzitter was van een politieke partij en directeur van een theatergezelschap.
- Laika – het Russische hondje dat de Spoetnik 2 bemande en zo de eerste ruimtehond was, en tevens de eerste hond die in de ruimte omkwam. Tot op heden is dit teefje veruit het bekendste ruimtedier.[1]
- Hond van Pavlov – meerdere honden die in de experimenten van Ivan Pavlov begonnen te kwijlen bij het horen van een bel en zo de grondslag legden voor de klassieke conditionering
- Peritas - hond die Karel de Grote heeft gered
- Pickles – de bastaard Bordercollie die kort voor het WK voetbal van 1966 de gestolen wereldbeker weer terugvond[2]
- Pompey – de mopshond die het leven van Willem van Oranje gered zou hebben door zijn slapende baas in het gezicht te springen toen overvallers naderbij slopen
- Ricky – een hond die in de Tweede Wereldoorlog mijnen opspoorde in Nederland en is onderscheiden met de Dickin Medal
- Sergeant Stubby – een bastaardhond met kenmerken van Bostonterriër en Amerikaanse staffordshireterriër, de meest gedecoreerde hond uit de Eerste Wereldoorlog

### Door hun eigenaar bekende honden
- Barney – de Schotse terriër van de voormalige Amerikaanse president George W. Bush[3]
- Blondi – Duitse herder van Adolf Hitler
- Bo en Sunny – de Portugese waterhonden van de voormalige Amerikaanse president Barack Obama[3]
- Buddy – de bruine Labrador Retriever van de voormalige Amerikaanse president Bill Clinton[3]
- Checkers - de hond van voormalig Amerikaans president Richard Nixon, die beschuldigingen van fraude in 1952 omzeilde met de bewering dat hij met het geld deze hond voor zijn kinderen had gekocht.
- Clipper – de Duitse herder van voormalig Amerikaans president John F. Kennedy[3]
- Dash - Cavalier-Kingcharlesspaniel van Koningin Victoria
- Diamond – de favoriete hond van Isaac Newton, vernietigde bij een ongeluk twintig jaar werk
- Fala - Schotse terriër van de voormalige Amerikaanse president Franklin Delano Roosevelt.
- Hugo – Basset van Marilyn Monroe.[4]
- Josepha – Chihuahua van Marilyn Monroe[4][5]
- Kenneth & Carla - de Cavalier-kingcharlesspaniels van Pim Fortuyn
- Maf -  eigenlijk “Mafia Honey“, witte Maltezer van Marilyn Monroe[4][6][7]
- Millie en Ranger - de Engelse springerspaniëls van de voormalige Amerikaanse president George H.W. Bush[3]
- N'Zara - Basenji van toenmalige Koningin Juliana uit de jaren '70
- Rex - hondje van voormalig Amerikaans president Ronald Reagan
- Royal Corgi's - de Welsh Corgi's van Koningin Elizabeth II
- Swell - de lievelingshond van toenmalig prinses Wilhelmina. Dit was een rood-witte Ierse Setter en er hingen foto's van de hond in haar kinderkamer.
- Tinkerbell – de Chihuahua van Paris Hilton, genoemd naar het elfje uit de Peter Pan-verhalen (Tinkelbel)[5]

### Bekende trouwe honden
- Dżok – de zwarte bastaardhond die een jaar lang op straat in Krakau op zijn overleden baasje bleef wachten, aldaar is een standbeeld van hem geplaatst
- Greyfriars Bobby – de trouwe hond Bobby die veertien jaar het graf van zijn baas bleef bezoeken[8]
- Hachiko - een Akita die in Japan grote bekendheid verwierf door het feit dat hij na de dood van zijn baasje 9 jaar lang wachtte op diens terugkeer

### Van tv, film, muziek en toneel bekende honden

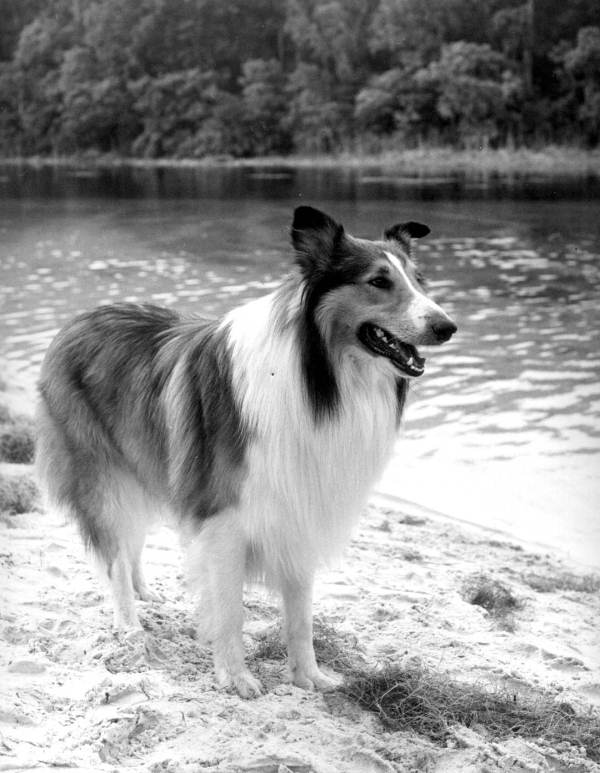
Lassie

- Apollo – de ene dobermann uit de serie Magnum, P.I.
- Arthur - een straathond die het team van Mikael Lindnord blijft volgen tijdens een avontuurlijke race in Ecuador, verfilmd als Arthur the King in 2024
- Beethoven – een sint-bernard, uit de gelijknamige filmserie
- Benji – echte naam Higgins, een kleine bastaardhond, hoofdrolspeler uit de gelijknamige film en televisieserie tussen 1974 en 2000
- Bommel - een bulldog uit Chateau Meiland
- Boomer – een bastaardhond, hoofdpersoon in gelijknamige films en televisieserie tussen 1979 en 1982
- Bruiser - een chihuahua uit de film Legally Blonde[5]
- Buck – Briard die optrad in verschillende films, vooral bekend van de sitcom Married... with Children
- Coco – een  chihuahua van Cesar Millan van het programma The Dog Whisperer[5]
- Daantje - hond uit Baantjer, gespeeld door Markiesje Zwaantje
- Daddy – een pitbull van Cesar Millan van het programma The Dog Whisperer
- Decibello - bloedhond die het voormalige logo van Radio 2 was
- Dipstaart(Eng:Dipstick) - vader in 102 Dalmatiërs
- Dottie - moeder in 102 Dalmatiërs
- Flossie – (echte naam Pepijn) de teckel van Lydie van der Ploeg in de televisieserie Zeg 'ns Aaa (1987-1992)
- Fluffie - een Chinese naakthond van Cruella uit 102 Dalmatiërs
- Frekkel - een zwerfhondje dat bekend werd door de kerstreclame van de Staatsloterij
- Graver - een barzoi uit 102 Dalmatiërs
- Happer - een borderterriër uit 102 Dalmatiërs
- Jerry Lee - de Duitse herder uit de filmserie K9
- Junior – een Pitbull van Cesar Millan van het programma The Dog Whisperer
- Lara – Bobtail uit Bassie en Adriaan
- Lassie – een Schotse herdershond of collie, uit de gelijknamige televisieserie
- Loulou – de Welshe terriër die in de sitcom Familie Backeljau de rollen van de reu Blacky en zijn vriendin Queeny vertolkte
- Lucky – een Cocker Spaniël, de reïncarnatie van Buck in de sitcom Married... with Children, de hond die de Bundy's namen nadat Buck overleden was.
- Max -  Mechelse herder uit de gelijknamige film Max.
- Mazzel - jonge Amerikaanse buldog uit de film De ongelofelijke reis
- Messie  - teckel die “huishond” was bij de NOS-sportprogramma's Studio Brasil (2014), Studio Portugal (2016) en Studio Rusland (2018)
- Milo – de wit met bruine Jack Russell Terrier van Stanley Ipkiss uit de film The Mask
- Moose – Jackrussellterriër die als "Eddie" meespeelt in de televisieserie Frasier.
- Muil (Eng.: Fang) - de bovenmaatse Mastino Napoletano van Rubeus Hagrid uit de  Harry Potter films en boeken. De hond die de rol in de film speelt is Hugo.
- Nestor - oude Golden retriever uit De ongelofelijke reis
- Nhaan - Teckel van Janny van der Heijden. Kwam voor in Heel Holland Bakt, Het perfecte plaatje en Denkend aan Holland
- Noppes – (Eng.:  Odball) een dalmatiërpup zonder vlekken uit 102 Dalmatiërs
- Pino - speelde Einstein in de schooltv-serie Prof. Dr. Testkees
- Pluisje (Eng.: Fluffy) - de driekoppige hellehond van Rubeus Hagrid uit de Harry Potter films en boeken.
- Rex – de Duitse herder uit de Duitse politieserie Commissaris Rex
- Rin Tin Tin (Rinty) – naam van verschillende Duitse herders in gelijknamige filmserie
- Slobber - Boxer uit 102 Dalmatiërs
- Snuf de hond – een Duitse herder uit de verfilmde jeugdboeken van Piet Prins
- Stefan - de Duitse herder uit de televisieserie Dagboek van een herdershond[9]
- The Thing – sledehond in de film The Thing (1982), gespeeld door Jed, een filmhond die een kruising was van een wolf en een Malamute[10]
- Togo - sledehond uit de gelijknamige waargebeurde film
- Tommy - Labradoodle van Yvon Jaspers, bekend van Boer Zoekt Vrouw
- Toto – uit De tovenaar van Oz
- Whisky  - de bouvier van de familie Flodder
- White Fang – een wolfshond uit het gelijknamige boek en film (1991), in de film gespeeld door Jed
- Zeus – de andere dobermann uit de serie Magnum, P.I.

### Bekende honden van internet
- Boo - Dwergkees met een eigen Instagram pagina. Overleden in 2019
- Bumper - Duitse herder van de Rotterdamse politie, waarvan sinds de geboorte alles op Facebook wordt gedeeld
- Edgar - Mopshond van de Youtuber PewDiePie
- Manny - Franse Bulldog, bekend op Instragram
- Marnie - Shih Tzu bekend van Instagram
- Marutaro - Shiba Inu met eigen Instagram pagina
- Maya - Mopshond van de YouTuber PewDiePie
- Momo - Kruising tussen een chihuahua en mopshond, van de YouTuber PewDiePie
- Tuna - beroemd op Instagram. Is een Chiweenie, kruising Chihauhau en Teckel

### Fictieve (animatie) honden
- Algy Pug (Nederlandse naam: Bullie Mops) - een van Bruintje's beste vrienden uit de verhalen van Bruintje Beer
- Bandit Heeler - Vader van Bluey
- Barnyard Dawg – jachthond uit Looney Tunes
- Bessie – langharige collie uit de gelijknamige stripreeks van Willy Vandersteen en Karel Verschuere.
- Billie – hond van Bollie uit de stripreeks Bollie en Billie
- Bingo Heeler - Australische Heeler pup en jongere zus van Bluey.
- Bluey - Een Australische Heeler pup uit de gelijknamige animatieserie voor kleuters en peuters.
- Bobbie – het hondje van Kuifje
- Bobo – de antropomorfe buldog van sergeant Snorkel uit de stripreeks Flippie Flink.
- Bolt – Zwitserse witte herder, hoofdpersoon in de gelijknamige animatiefilm uit 2008
- Brian Griffin – pratende hond uit de tekenfimserie Family Guy
- Brigadier Snuf – brigadier van politie uit de Avonturen van Tom Poes
- Buddy - Teckel uit Huisdiergeheimen
- Bul Super – aan lager wal geraakte zakenman uit de Avonturen van Tom Poes
- Bulle Bas – politiecommissaris uit de Avonturen van Tom Poes
- Charlie Dog – hond uit Looney Tunes
- Chester – hond uit Looney Tunes
- Chilli Heeler - moeder van Bluey
- Clifford de grote rode hond - uit de kluiten gewassen hond uit de gelijknamige kinderserie
- Constable Growler (of P.C. Growler) - De lokale politieagent in Nutwood uit de verhalen en televisieseries van Bruintje Beer.
- Cujo – hond uit een boek van Stephen King en de gelijknamige film
- Dikkie (Eng.: Roly) – een van de 99 dalmatiërpups uit 101 Dalmatiërs
- Dog - hond van het kinderprogramma Catdog
- the Dog (de hond) - Het hoofdpersonage uit de stripreeks Footrot Flats. Een Bordercollie die op een boerderij woont in Nieuw-Zeeland.
- Dommel – een dikke witte hond uit de gelijknamige strip- en televisiereeks
- Doodles – de hond bij de Tweenies
- Dribbel - hond uit de gelijknamige kinderboekenreeks
- Dug - hond uit de Disney film Up
- Duke - bruine New-Foundlander kruising uit Huisdiergeheimen
- Dukey – de genetisch gemanipuleerde pratende hond van Johnny Test
- Flokkert – (Eng.: Goddard), robothond van Jimmy Neutron
- Foo-Foo – witte poedel, het schoothondje van Miss Piggy uit The Muppet Show
- Frank - hondje uit Frank & Frey
- Gidget - Pomeranian uit Huisdiergeheimen
- Goopy Geer – hond uit Looney Tunes
- goofy - van Disney.
- Gromit - hond uit de kleiserie Wallace & Gromit
- Hiep Hieper – compagnon van Bul Super uit de Avonturen van Tom Poes
- De hond van de Baskervilles – een kruising van bloedhond en mastiff uit het gelijknamige boek uit 1902 van Arthur Conan Doyle
- Hondje Woef - figuur uit De Fabeltjeskrant
- Idéfix – het hondje van Obelix uit de stripreeks Asterix
- Jock - kleine terriër uit Lady en de Vagebond
- Joost – bediende uit de Avonturen van Tom Poes
- K–9 – hond uit Looney Tunes
- De Kolonel – Old English Sheepdog, uit 101 Dalmatiërs
- Krypto – Supermans hond
- Kwispel - blonde Labrador uit de kinderboekenserie Maaike & Kwispel
- Lady – een Amerikaanse cockerspaniëlteefje uit Walt Disneys ‘Lady en de Vagebond’ en ‘Rakker’
- Lafayette – Basset uit Walt Disneys De Aristokatten
- Lili, Fifi en Mimi – zusjes van Rakker, pups van Lady en Vagebond. Uit Walt Disneys ‘Lady en de Vagebond’ en ‘Rakker’
- Loebas – de hond van Pallieter
- Loebas – de sint-bernard van Donald Duck
- Lotje – de teckel uit de stripreeks Jan, Jans en de kinderen
- Lucky – een van de 99 dalmatiërpups uit 101 Dalmatiërs
- Marmaduke – de Duitse dog uit de gelijknamige krantenstrip
- Max - Jack Russelterrier en hoofdpersonage uit Huisdiergeheimen
- Mel - hyperactieve mopshond uit Huisdiergeheimen
- Mr. Pickles - Een kwaadaardige, moordlustige Border Collie uit de gelijknamige Adult Swim animatieserie.
- Nabuko Donosor – hond van Urbanus in de stripreeks De avonturen van Urbanus
- Nana - hond uit Peter Pan
- Napoleon – bloedhond uit Walt Disneys De Aristokatten
- Nipper – de terriër uit het schilderij in het beeldmerk van His Master's Voice
- Odie – uit de Garfield-strips en -films
- Old Yeller – bastaardhond uit het boek van Fred Gipson
- Pekkie – de zwarte Franse poedel van Filiberke uit de stripreeks Jommeke
- Perdita – dalmatiër, de moeder uit 101 Dalmatiërs
- Pip - hond uit de kinderserie Woezel & Pip
- Pluto – hond van Mickey Mouse uit de strips en cartoonreeksen van Walt Disney
- Pong Ping - Pekinese hond uit China die in Engeland woont en een lift naar China in zijn tuin heeft. Uit de verhalen van Rupert.

- Pongo – dalmatiër, de vader uit 101 Dalmatiërs
- Pops - een oude Bassethound uit Huisdiergeheimen
- Rakker – pup van Lady en Vagebond, broertje van Lili, Fifi en Mimi. Uit Walt Disneys ‘Lady en de Vagebond’ en ‘Rakker’
- Rataplan – uit de stripreeks Lucky Luke
- Ren  –  de psychotische chihuahua met een astmatische stem uit The Ren & Stimpy Show
- Rowlf – de pianospelende hond uit The Muppet Show
- Rintje - foxterriër van de gelijknamige boek van Sieb Posthuma.
- Samson – hond uit de Vlaamse kindertelevisieserie Samson en Gert
- Scooby-Doo – de Duitse dog uit de cartoonreeks en de gelijknamige films
- Sheepdog – hond uit Looney Tunes
- Snoopy – hond uit de strip Peanuts
- Snuffel - bloedhond uit Lady en de Vagebond
- Spike – hond uit Looney Tunes
- Steenbreek – secretaris van een van de bovenbazen uit de Avonturen van Tom Poes
- Takkie – de teckel van Jip en Janneke
- Tekko Taks – hond uit de gelijknamige Nederlandse stripreeks
- Timme de Hond - figuur uit De Fabeltjeskrant
- Tobias – uit de serie Suske en Wiske
- Tommie - hond uit Sesamstraat
- Vagebond – zwerfhond uit Walt Disneys ‘Lady en de Vagebond’ en ‘Rakker’
- Vlekkie (Eng.: Patch) – een van de 99 dalmatiërpups uit 101 Dalmatiërs
- Woef Hektor - figuur uit De Fabeltjeskrant
- Woefdram - figuur uit De Fabeltjeskrant

### Mythologische en heilige honden
- Anubis - Egypthische god
- Guinefort van Bourgondië – de dertiende-eeuwse windhond uit Bourgondië, die als heilige werd vereerd

- Kerberos of Cerberus – de hellehond uit de Griekse mythologie

### Overige bekende honden
- Peggy - lelijkste hond van 2023, speelde in 2024 in de film Deadpool & Wolverine
- Scamp - Lelijkste hond ter wereld van 2019 tot heden. Opvolger van Yoda.
- Snuppy - De eerste gekloonde hond ter wereld. Dit was een Afghaanse windhond en het gebeurde in Japan.
- Yoda - Lelijkste hond ter wereld van 2012 tot 2018. Kruising Chihuahua en Chinese Naakthond. Overleden in 2018.
- Zeus - Grootste hond ooit. Was 1,18 meter en werd maar 5 jaar oud, overleden in 2014.